# Reikersdorf
Reikersdorf est une ville située dans la province autrichienne de Haute-Autriche.